# あまねなのは
あまね なのは（1990年2月21日  - ）は、日本のAV女優。ファイブプロモーション（マークスグループ）所属。東京都出身。

## 略歴・人物
2008年9月にソフト・オン・デマンド系のビデオメーカー・ピュアネスプラネットより「あまねなのは」として単体デビュー。

## 出演作品

### アダルトビデオ
「あまねなのは」名義
- ATHLETE テニス Nana (2008年6月5日、SODクリエイト)
- テニス少女」でイキまくり!!（2008年9月4日、Pureness Planet）
- サッカー少女でイキまくり!!!（2008年10月9日、Pureness Planet）
- スポコス×ぶっかけ乱交!!!（2008年11月6日、Pureness Planet）
- ドエロ催眠術V.S.あまねなのは（2008年12月4日、Pureness Planet）
- 絶対服従ドMソープ（2009年1月1日、Pureness Planet）
- 学園コス手コキ（2009年2月5日、Pureness Planet）
- グラマラスBODY×極エロ着衣SEX 24本番 8時間Special (2013年12月7日、BeFree)

### Vシネマ
「あまねなのは」名義
- 痴漢（秘）劇場 濡れる秘肉なぶり（2008年12月5日、竹書房）